# Piazzogna
Piazzogna 2010-ig egy egyedülálló település volt a Luganói-tó partján, Svájcban. A település szomszéd települései Vira, Indemini és San Nazzaro voltak. A Luganói-tó déli partjának településeit – Piagnozza mellett Cavianót, Contonet, Gerrát, Indeminit, MagadinótSant’Abbondiót, Virát és San Nazzarót 2007-ben vonták össze. 
A település 364 méter magasságban helyezkedik el, Lugano városától 5 kilométerre található.

## Címer
A címert egy zöld-ezüst színű Antalkereszt alkotja, melyet két aranyszínű liliom ölel át.

## Linkek
- Piazzogna weblapja